# Фарзтдинов, Миркашир Минигалиевич
Миркашир Минигалиевич Фарзтдинов (5 сентября 1921, Новонагаево, Уфимская губерния — 28 сентября 1991, Уфа) — физик-теоретик, доктор физико‑математических наук (1973), профессор (1973), заслуженный деятель науки БАССР (1979).

## Биография
Миркашир Минигалиевич Фарзтдинов родился 5 сентября 1921 года в деревне Новонагаево Бирского уезда Уфимской губернии (ныне — в Краснокамском районе Республики Башкортостан) в крестьянской семье.
С 1939 по 1948 год работал учителем Новонагаевской и Новокабановской школ Краснокамского района БАССР.
В 1951 году окончил физико-математический факультет Пермского государственного университета, позднее — аспирантуру в этом же университете, защитил диссертацию на соискание кандидата физико-математических наук.
С 1954 года — заведующий кафедрой физики, с 1966 — кафедрой экспериментальной и теоретической физики Стерлитамакского государственного педагогического института (ныне Стерлитамакский филиал Башкирского государственного университета).
В 1973—1990 годы заведовал кафедрой теоретической физики Башкирского государственного университета.
В 1973 году защитил докторскую диссертацию и стал доктором физико-математических наук. В том же году избрался профессором.
До 1990 года заведовал лабораторией отдела физики Башкирского научного центра Уральского отделения АН СССР.
Умер 28 сентября 1991 года на 71-м году жизни, похоронен на Мусульманском кладбище Уфы.

## Научная деятельность
Научная деятельность посвящена развитию теории магнетизма. Фарзтдиновым созданы микроскопическая теория периодической доменной структуры в антиферромагнетиках, квантовая теория спиновых волн в ферромагнетиках.
Миркашир Фарзтдинов является автором более 130 научных трудов, опубликованных в Уфе, Москве, зарубежных изданиях. Среди них — несколько монографий. Широкую известность получили его книги «Физика магнитных доменов в антиферромагнетиках и ферритах» (Москва, 1981), «Теория спиновых волн в ферро- и антиферромагнетиках с доменной структурой» (Москва, 1988), учебное пособие «Теория магнитных явлений в кристаллах» (Уфа, 1984) и другие работы.